# اجدال حمرة (السياني)

تعديل مصدري - تعديل

اجدال حمرة محلة تابعة لقرية الحويدين، التابعة لعزلة المجزع بمديرية السياني إحدى مديريات محافظة إب في الجمهورية اليمنية.، بلغ تعداد سكانها 43 حسب تعداد اليمن لعام 2004.